# Rock 'n' Soul
| Recensione    | Giudizio |
| ------------- | -------- |
| AllMusic      |          |
| 24.000 dischi |          |

Rock 'n' Soul è un album del cantante Rhythm and Blues statunitense Solomon Burke, pubblicato dalla Atlantic Records nel luglio del 1964.

## Tracce
LP (1964, Atlantic Records, LP/SD 8096)
Lato A (12087)
1. Goodbye Baby (Baby Goodbye) – 3:10 (Bert Russell, Wes Farrell) – Registrato il 12 dicembre 1963 a New York
2. Cry to Me – 2:32 (Bert Russell) – Registrato il 6 dicembre 1961 a New York
3. Won't You Give Him (One More Chance) – 2:26 (Angela Martin, Bobby Scott) – Registrato il 16 agosto 1963 a New York
4. If You Need Me – 2:30 (Wilson Pickett, Robert Bateman, Sonny Sanders) – Registrato il 15 marzo 1963 a New York
5. Hard, Ain't It Hard – 2:47 (Woody Guthrie) – Registrato il 15 marzo 1963 a New York
6. Can't Nobody Love You – 2:30 (James Mitchell) – Registrato il 15 marzo 1963 a New York

Lato B (12088)
1. Just Out of Reach – 2:46 (V.F. "Pappy" Stewart) – Registrato il 13 dicembre 1960 a New York
2. You're Good for Me – 3:01 (Horace Ott, Donald Covay) – Registrato il 16 agosto 1963 a New York
3. You Can't Love Them All – 2:43 (Bert Berns, Jerry Leiber, Mike Stoller, Nugetre) – Registrato il 15 marzo 1963 a New York
4. Someone to Love Me – 3:02 (Solomon Burke) – Registrato il 12 dicembre 1963 a New York
5. Beautiful Brown Eyes – 2:44 (Bert Russell, Solomon Burke) – Registrato il 16 agosto 1963 a New York
6. He'll Have to Go – 3:20 (Joe Allison, Audrey Allison) – Registrato il 12 dicembre 1963 a New York

## Musicisti
- Solomon Burke – voce
- Lammar Wright – tromba (A1, B4 e B6)
- Marky Markowitz – tromba (A3, A4, A5, A6, B2, B3 e B5)
- Robert Scott – tromba (A3, B2 e B5)
- Ernie Royal – tromba (A4, A5, A6 e B3)
- Tony Studd – trombone basso (A1, B4 e B6)
- Charles De Angelis – sassofono tenore (A1, B4 e B6)
- Jesse Powell – sassofono tenore (A2)
- Ben Smith – sassofono tenore (A3, A4, A5, A6, B2, B3 e B5)
- Sam Taylor – sassofono tenore (A3, A4, A5, A6, B2, B3 e B5)
- Leon Cohen – sassofono alto (A2)
- Haywood Henry – sassofono baritono (A1, A3, A4, A5, A6, B2, B4, B5 e B6)
- Phil Kraus – vibrafono (A2)
- Paul Griffin – pianoforte (A1, B4 e B6)
- Hank Jones – pianoforte (A2)
- Artie Butler – pianoforte (A3, A4, A5, A6, B3 e B5)
- Bob Mosley – organo (A2)
- Bob Bushnell – chitarra (A1, A3, A4, A5, A6, B2, B3, B4, B5 e B6)
- Al Shackman – chitarra (A1, B4 e B6)
- Bill Suyker – chitarra (A1, B4 e B6)
- Don Arnone – chitarra (A2)
- Everett Barksdale – chitarra (A2)
- Al Caiola – chitarra (A2)
- Bucky Pizzarelli – chitarra (A2)
- George Barnes – chitarra (A3, A4, A5, A6, B2, B3 e B5)
- Billy Butler – chitarra (A3, B2 e B5)
- Russ Saunders – basso elettrico (A1, A3, A4, A5, A6, B2, B3, B4, B5 e B6)
- Art Davis – contrabbasso (A2)
- Gary Chester – batteria (A1, A2, B4 e B6)
- Bobby Donaldson – batteria (A3, A4, A5, A6, B2, B3 e B5)
- Phil Kraus – tambourine (A4, A5, A6 e B3)
- Estelle Brown – cori (A1, B4 e B6)
- Cissy Houston – cori (A1, B4 e B6)
- Sylvia Shemwell – cori (A1, B4 e B6)
- Dee Dee Warwick – cori (A1, B4, B6)
- William Eaton – cori (Cry to Me A2)
- Noah Hopkins – cori (Cry to Me A2)
- Richard Kraus – cori (A2)
- Howard Roberts – cori (A2)
- Earl Rogers – cori (A2)
- Sherman Sneed – cori (A2)
- David Vogel – cori (A2)
- Sconosciuti – cori femminili (A3, A4, A5, A6, B2, B3 e B5)
- Garry Sherman – direzione orchestra, arrangiamenti (A1, A3, A4, A5, A6, B2, B3, B4, B5 e B6)
- Claus Ogerman – direzione orchestra, arrangiamenti (A2) [4]

### Produzione
- Bert Berns – produzione
- Jerry Wexler - supervisione
- Tom Dowd e Phil Iehle – ingegneri delle registrazioni
- Bob Altshuler – note retrocopertina album originale [5]

## Successo commerciale
Singoli
| Anno | Titolo del brano            | Classifica               | Posizione massima |
| ---- | --------------------------- | ------------------------ | ----------------- |
| 1961 | Just Out of Reach           | Billboard Hot 100        | 24                |
| 1962 | Cry to Me                   | Billboard Hot 100        | 44                |
| 1963 | If You Need Me              | Billboard Hot 100        | 37                |
| 1963 | You're Good for Me          | Billboard Hot 100        | 49                |
| 1963 | Can't Nobody Love You       | Billboard Hot 100        | 66                |
| 1964 | Goodbye Baby (Baby Goodbye) | Billboard Hot 100        | 33                |
| 1964 | He'll Have to Go            | Billboard Hot 100        | 51                |
| 1961 | Just Out of Reach           | Hot R&B/Hip-Hop Songs    | 7                 |
| 1962 | Cry to Me                   | Hot R&B/Hip-Hop Songs    | 5                 |
| 1963 | If You Need Me              | Hot R&B/Hip-Hop Songs    | 2                 |
| 1963 | You're Good for Me          | Hot R&B/Hip-Hop Songs    | 3                 |
| 1964 | Goodbye Baby (Baby Goodbye) | Hot R&B/Hip-Hop Songs    | 8                 |
| 1964 | He'll Have to Go            | Hot R&B/Hip-Hop Songs    | 17                |
| 1961 | Just Out of Reach           | Adult contemporary music | 6                 |